# Trichanarta ladakensis
Trichanarta ladakensis là một loài bướm đêm trong họ Noctuidae.